# Kennedy Bakircioglu
Kennedy Bakircioglu (ur. 2 listopada 1980 w Södertälje) – szwedzki piłkarz pochodzenia asyryjskiego występujący na pozycji pomocnika. Obecnie gra w Hammarby IF.
Jego pierwszym profesjonalnym klubem było szwedzkie Assyriska FF. Potem grał w Hammarby IF, w którym rozegrał ponad sto spotkań. W 2003 roku odszedł do greckiego Iraklisu Saloniki. Po dwóch sezonach zasilił szeregi FC Twente. W 2007 roku postanowił przejść do Ajaksu Amsterdam. Debiut w nim zaliczył w zwycięskim 1:0 meczu z PSV Eindhoven. Pierwszego gola zdobył natomiast w wygranym 8:1 spotkaniu z De Graafschap. W reprezentacji Szwecji zadebiutował w 2001 roku.